# Entre violence et violon
Albums de Johnny Hallyday
La Peur
(1982) Nashville 84
(1984)
Singles
1. Pour ceux qui s'aiment
Sortie : 6 juin 1983
2. L'amour violent
Sortie : 23 septembre 1983
3. Signes extérieurs de richesse
Sortie : 24 octobre 1983

Entre violence et violon est le 31e album studio de Johnny Hallyday, sorti le 9 septembre 1983.
L'album est réalisé par Pierre Billon.

## Historique
Ce disque marque le retour de Johnny Hallyday en studio à Nashville. En 1975, déjà, il y grave un album de country rock, La terre promise ; En refaisant plus loin encore le voyage à rebours, cela le ramène en l'an 1962, où il enregistre, en anglais, dans la ville du rock 'n' roll, un album fait exclusivement de standards américains : Sings America's Rockin' Hits.
Cette fois encore, c'est de rock qu'il est question, à cette différence près qu'il ne s'agit pas ici de reprises de chansons anglophones (exception faite de l'adaptation d'un titre de Tony Cole), mais de créations originales. Pour cela Johnny a mis à contribution de nombreux auteurs compositeurs : Claude Lemesle, Bernard Lavilliers, Claude Moine (alias Eddy Mitchell), Georges Aber, Pierre Billon, Éric Bouad, Mort Shuman, Pierre Papadiamandis. Johnny Hallyday collabore à l'écriture et à la composition de plusieurs morceaux. Hallyday compositeur : voilà qui n'a rien de surprenant (il a déjà à son actif nombre de musiques), mais Johnny (co) auteur ça l'est davantage, c'est même exceptionnel. Le chanteur reprend également la chanson  Laisse moi une chance de Bill Deraime.
Pierre Billon est chargé de donner corps à cet ensemble hétéroclite.

## Autour de l'album
Entre violence et violon, références originales : 
- Référence originale LP : Philips 814374-1
- Référence originale CD : Philips 814374-2
- Référence CD édition 2000 : 546947-2 (inclus en bonus trois titres supplémentaires: Reste ici, Peut-être bien, Un homme simple).

Entre violence et violon est la 6e réalisation de Pierre Billon pour Hallyday.
L'album est enregistré à Nashville au Studio Sound Emporium Studio et marque les retrouvailles de Johnny Hallyday et Charlie McCoy, l'harmoniciste d'Elvis Presley l'accompagne déjà en 1962 sur l'album Sings America's Rockin' Hits, maintenant il dirige aussi les musiciens. Les différentes sessions d'enregistrements ont lieu en mars, avril, mai et juillet, au cours desquelles Johnny Hallyday enregistre trente-sept chansons. Il est un temps question de faire un double album, mais l'idée est abandonnée en cours de réalisation (de ce fait, plusieurs titres restent inédits durant plusieurs années).
Dix des trente-sept titres enregistrés forment l'album Entre violence et violon (dix autres sont destinés à l'album Drôle de métier - auquel viendront s'ajouter deux autres morceaux enregistrés en janvier 1984, lors de nouvelles sessions à Nashville, ; six autres enregistrées en anglais sont diffusées sur l'album En V.O. et un titre l'est  sur l'album Spécial Enfants du rock)
Les dix titres demeurés inédits sont pour la première fois diffusées en 1993, à l'occasion de la sortie d'une intégrale en 40 CD (sept sur le CD no 25 et les trois derniers - originellement prévues pour l'album Drôle de métier - sont proposées sur le CD no 26 de la dite intégrale).
CD no 25 de l'intégrale, référence originale : 512487-7 :
| 1. | Je te ferai danser         | Claude Lemesle, Johnny Hallyday (adaptation) | K. Sykes                         |                                         |  |
| 2. | Un jour en haut            | Georges Aber                                 | Érick Bamy, Cyril Assous         |                                         |  |
| 3. | Chérie, fais-moi du chili  |                                              |                                  | (droits réservés - id pochette CD N°25) |  |
| 4. | J'ai perdu la tête         |                                              |                                  | (droits réservés - id pochette CD N°25) |  |
| 5. | Hey femme                  | Georges Aber, Johnny Hallyday                | Mort Shuman                      |                                         |  |
| 6. | Peut-être bien (Maby Baby) | Pierre Billon (adaptation)                   | N. Perry, C. Hardin, Buddy Holly |                                         |  |
| 7. | Reste ici (Stand by me)    | Pierre Billon (adaptation)                   | E. Glick, Ben E. King            |                                         |  |

Il a été extrait de l'album les 45 tours suivants :
- 6 juin : Signes extérieurs de richesse - Pour ceux qui s'aiment - référence originale : Philips 812860-7
- 9 septembre : Maxi 45 tours Entre violence et violon (édit) - Les scellés sur ma vie (édit) - référence originale : Philips 6863229 promo hors-commerce
- 23 octobre : L'amour violent - La fille d'en face - référence originale : Philips 6837821 promo hors-commerce
- 23 octobre : L'amour violent - La fille d'en face - référence originale : Philips 814665
- 24 octobre :  BOF du film Signes extérieurs de richesse (de Jacques Monnet : Signes extérieurs de richesse - When you turn out the light - référence originale : Philips 814896-7

Eddy Mitchell sur son album Racines de (1984), enregistre sa propre version de Mes seize ans, renommée  Mes souvenirs, mes 16 ans sur un texte légèrement retouché.
C'est le 4e voyage discographique à Nashville de Johnny Hallyday, après les "étapes" de Sings America's Rockin' Hits en 1962, les séances de 1963 et de La terre promise en 1975.
La pochette est, après celles de La génération perdue (1966), Solitudes à deux (1978) et En pièces détachées (1981), la 4e en noir et blanc d'un album d'Hallyday.

## Liste des titres
Nota, arrangements Johnny Hallyday : *
| 1.  | Entre violence et violon (*)            | Claude Lemesle, Pierre Billon   | Érick Bamy, Éric Bouad      | 4:56 |
| 2.  | Les scellés sur ma vie (*)              | Pierre Billon                   | Érick Bamy                  | 3:40 |
| 3.  | Laisse-moi une chance                   | Bill Deraime                    | Bill Deraime                | 4:51 |
| 4.  | Marie Marie                             | Claude Lemesle, Pierre Billon   | Johnny Hallyday, Éric Bouad | 3:17 |
| 5.  | Pour ceux qui s'aiment                  | Bob Decout                      | Johnny Hallyday             | 2:29 |
| 6.  | L'amour violent (The magnificently Mad) | Georges Aber (adaptation)       | Tony Cole                   | 3:23 |
| 7.  | Quand un homme devient fou (*)          | Claude Lemesle                  | Mort Shuman                 | 6:11 |
| 8.  | Mes seize ans ()                        | Claude Moine                    | Pierre Papadiamandis        | 4:17 |
| 9.  | La fille d'en face                      | Bernard Lavilliers              | François Bréant             | 4:54 |
| 10. | Signes extérieurs de richesse           | Johnny Hallyday, Claude Lemesle | Éric Bouad, Pierre Billon   | 4:48 |

## Musiciens
- Ingénieur du son : Charlie Talent
- Orchestration : Éric Bouad
- Guitare : Dale Sellers, Reggie Young
- Guitare acoustique : Charlie McCoy
- Steel guitare : Russ Hicks
- Basse : Mike Leech, Éric Bouad
- Batterie : Kenneth Buttrey
- Percussions : Pierre Billon
- Harmonica : Charlie McCoy
- Piano : Margus "Pig" Robbins
- Violon (solo) : Carl Gorodetsky
- Violons : Nashville String Machine (en)
- Cuivres : George Tiowell, Dennis Soles, Roger Bissell, Tony Mead
- Chœurs : Lea Jane Berinati, Karen Tailor Goove, Jody Rodman, Éric Bouad, Érick Bamy, Pierre Billon

## Classements hebdomadaires
| Classement (2000) | Meilleure position |
| ----------------- | ------------------ |
| France (SNEP)     | 55                 |